# Pulsed-Wave-Doppler
Als Pulsed-Wave-Doppler, auch gepulster Doppler oder kurz PWD, wird ein Verfahren zur exakten Lokalisierung und Geschwindigkeitsmessung von Materiebewegungen bezeichnet. Seine Hauptanwendung findet das Verfahren bei der Herz- und Gefäßdiagnostik im medizinischen Ultraschall.

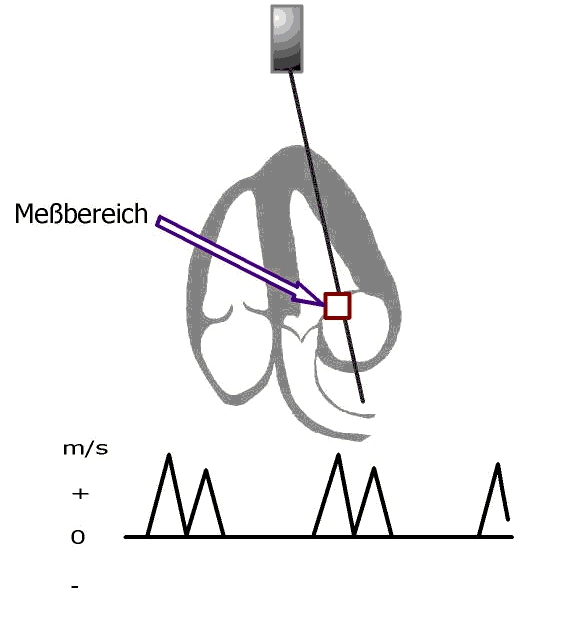
Schema der pw-Messung an der Mitralklappe

Neben dem Continuous-Wave-Doppler (CW-Doppler) gehört das PWD-Verfahren zu den konventionellen Doppler-Anwendungen. Beim gepulsten Doppler kommt nur ein einziger Piezokristall der Ultraschallsonde für die Messung zum Einsatz, indem er gleichzeitig Sender und Empfänger des Signals ist. Nachdem der Kristall ein kurzes Ultraschallsignal ausgesendet hat, stellt das Gerät ihn auf Empfang. Aus der Laufzeit des Signals kann nun ein genau definierter Punkt errechnet werden. Mit Hilfe des Doppler-Effekts wird die Bewegung im Bereich des untersuchten Punktes (Messbereich) gegenüber dem Schallkopf bestimmt. Die detektierte Bewegung wird kontinuierlich entlang einer Abszisse (Zeitachse) abgetragen, wobei die Abszisse den Bewegungswert null repräsentiert. Die gemessene Geschwindigkeit wird auf der Ordinate in Meter pro Sekunde oder Zentimeter pro Sekunde angegeben (siehe Abbildung). Bewegungen auf den Schallkopf zu werden oberhalb, Bewegungen vom Schallkopf weg unterhalb der Nulllinie abgetragen.
Die prinzipielle Einschränkung des Verfahrens ist die relativ geringe maximal erfassbare Geschwindigkeit. Abhängig von Pulsrepetitionsrate und Eindringtiefe kommt es ab einem bestimmten Punkt zum Aliasing. Obwohl dieses Phänomen durch Verschieben der Nulllinie verringert werden kann, ist die Bestimmung hoher Geschwindigkeiten, wie sie bei Stenosen, Shunts und Insuffizienzen auftreten, nicht gewährleistet und es muss auf den räumlich weniger exakten CW-Doppler zurückgegriffen werden.